# La Terre bleue de nos souvenirs
La Terre bleue de nos souvenirs (titre original : Blue Remembered Earth) est un roman de science-fiction d'Alastair Reynolds, publié en 2012. Il s’agit du premier roman de la série Les Enfants de Poséidon.

## Résumé
L'action se passe au XXIIe siècle. La famille Akinya, menée par Eunice Akinya, originaire du Kenya, a bâti un empire industriel spatial, Akinya Space, qui a propulsé l'humanité à la conquête du système solaire, depuis Mercure jusqu'à la Ceinture de Kuiper. Eunice décède à l'âge de 135 ans, après s'être retirée seule pendant plus de 60 ans dans un satellite artificiel d'où elle dirigeait ses sociétés.
A son décès, elle laisse un objet mystérieux dans un coffre dans une banque sur la Lune. Les petits enfants d'Eunice à partir de cet héritage énigmatique vont suivre une piste qui vont les faire parcourir le système solaire, pour découvrir le mystère que cachait leur Grand-Mère

## Principaux personnages
- Geoffrey Akinya, petit fils d'Eunice, n'a jamais adhéré aux affaires menée par la famille Akinya. Dans un parc naturel au pied du Kilimanjaro, il étudie un petit groupe d'éléphants en communiquant avec eux par des implants cérébraux.
- Sunday Akinya, la sœur de Geoffrey, artiste-sculpteur vit dans la Zone non surveillée sur la face cachée de la Lune. Elle travaille sur une reconstitution de la personnalité d'Eunice.

Geoffrey et Sunday vont partir chacun de leur côté à la poursuite des indices laissés par leur grand-mère.

## Autres personnages
- Eunice Akinya, la fondatrice de Akinya Space. D'origine africaine, elle a fait partie des pionniers de la conquête spatiale et a été la première à explorer l'espace profond au-delà de la ceinture de Kuiper. Elle y a installé des usines pour l'extractions de matières premières et constitué un empire industriel spatial.
- Jitendra est le compagnon de Sunday
- Jumai Lule, l'ancienne compagne de Geoffrey effectue des recherches archéologiques militaires à Lagos.
- Hector et Lucas Akinya, sont les cousins de Geoffrey, ils dirigent sur Terre les intérêts de la famille Akinya.
- Lin Wei est la fondatrice de l'Initiative Panspermique. Elle a travaillé sur Mercure en 2085 en collaboration avec Akinya Space, pour la construction d'un observatoire suffisamment puissant pour détecter une vie extrasolaire.
- Memphis Chibesa, le majordome de la famille Akinya dissimule son passé.

## Contexte politique
- L'Afrique par son dynamisme économique, l'apport de la famille Akinya et la position centrale des ascensceurs spatiaux est devenue la première puissance Terrienne.
- Les Nations unies Aquatiques, rassemblent les humains qui se sont installés sur le fond des océans. La plupart de ces humains, par génie génétique se sont adaptés à la vie aquatique.
- La Chine est un acteur majeur, sur Terre et sur la Lune, elle fait partie du monde surveillé.
- L'Initiative Panspermique, les Pans, ont pour objectif de diffuser l'humanité et le monde vivant dans le système solaire et au-delà.

## Innovation technologiques
Le roman est fertile par la description de la mise en œuvre d'innovations technologiques dans le domaine de la communication.
- L'Aug, est le système d'échange de données. Les humains y accèdent  avec des microprocesseurs directement implantés dans leur cerveau. Il suffit de voquer une instruction pour accéder à des bases de données, de communiquer avec une autre personne située dans une zone couverte par l'Aug.
- Le Méca, est l'ensemble du système de contrôle du monde humain, à l'exception de la zone non-surveillée de la Lune et certaines zones mal couvertes par l'Aug, il utilise tous les capteurs visuels et sonores disponibles et contrôle toutes les actions physiques des humains. le Méca est susceptible de pouvoir faire intervenir des drônes ou influer les comportements humains dans une situation de danger envers des personnes.
- Les améliorations génétiques pratiquées dès la naissance ont éliminé l'agressivité des hommes. Avec la couverture et la protection du Meca, ces améliorations génétiques ont pratiquement éliminé tout risque d'homicide dans le monde surveillé.
- Pour communiquer, il est possible de faire apparaître par l'Aug, une image virtuelle  appelée "chimère", de soi-même, dans le cerveau de son interlocuteur situé à distance. Communiquer par cette opération de communication s'appelle "chinguer".
- Cette communication permet aussi de prendre possession à distance un robot, et le piloter comme son propre corps. Il est même possible de piloter le corps d'un individu consentant.
- Les intellarts, ou intelligences artificielles pouvant atteindre et dépasser l'intelligence humaine sont interdits par les Nations-Unies